# David Ellefson
David Warren Ellefson (Jackson, Minnesota, 12 november 1964) was 19 jaar lang bassist in de Amerikaanse thrashmetalband Megadeth en is hierin weer teruggekeerd in 2010. Na zijn vertrek en voor zijn terugkeer bij Megadeth was hij vooral actief in de groepen Avian, Temple of Brutality, Symphony In Red, F5 en Killing Machine. In 2021 werd Ellefson opnieuw ontslagen uit Megadeth.

## Megadeth periode
In 1983 richtte hij tezamen met Mustaine de groep Megadeth op. Na onderlinge problemen in 2002 klaagde hij Dave Mustaine aan, maar verloor de rechtszaak, en verliet vervolgens de band. Hij keerde ook niet terug voor de reünie van de band in 2004. 
In de biografie op zijn website is niets terug te vinden over Megadeth en in een podcast uit 2005 vernoemt hij de band ook niet. Pas later heeft hij verklaard dat als hij opnieuw gevraagd zou worden om bij Megadeth te komen, hij "ja" zou zeggen. Hij heeft eenmaal in een afkickcentrum gezeten voor druggebruik.
In 2009 is hij echter gaan dineren met Mustaine en hebben ze wat dingen op een rijtje gezet. Mustaine verklaarde later echter wel dat hij geen interesse had Ellefson ooit weer te zien. Een aantal maanden later in februari 2010 werd echter bekend dat James LoMenzo (toenmalig bassist) de band verliet en daarom stuurde de drummer van Megadeth, Shawn Drover, een sms naar Ellefson met de mededeling dat als hij ooit weer terug wilde komen, hij nu zijn kans moest pakken. Ellefson belde hierop gelijk Mustaine en de jarenlange ruzies en meningsverschillen smolten weg aan de telefoon. Dave Mustaine besloot hierop zijn oude vriend David Ellefson terug te nemen in Megadeth.
In 2021 werd Ellefson uit Megadeth na elf jaar ontslagen naar aanleiding van gelekte screenshots en videobeelden op sociale media, waarin Ellefson seksueel getint contact had met een 19-jarige fan.

## Discografie
- Megadeth - Killing Is My Business… and Business Is Good! (1985)
- Megadeth - Peace Sells… but Who's Buying? (1986)
- Megadeth - So Far, So Good… So What! (1988)
- Megadeth - Rust In Peace (1990)
- Megadeth - Countdown to Extinction (1992)
- Megadeth - Youthanasia (1994)
- Megadeth - Hidden Treasures (1995)
- Megadeth - Cryptic Writings (1997)
- Megadeth - Risk (1999)
- Megadeth - The World Needs a Hero (2001)
- Megadeth - Thirteen (2011)
- Megadeth - Super Collider (2013)
- Megadeth - Dystopia (2016)

## Interviews
- HMmagazine (gearchiveerd)
- Interview op Maximum Threshold Radio Show (gearchiveerd)
- Interview op BannedPromotions.com (gearchiveerd)
- HardRadio.com Ellefson interview over Megadeth history, F5, Temple of Brutality